# Pietro Ago
Pietro Ago (Agrigento, 20 novembre 1872 – Roma, 4 gennaio 1966) è stato un militare e politico italiano.